# Hipolit Rościszewski
Hipolit Rościszewski (ur. 23 czerwca 1858 w majątku Śmiłowo, zm. 27 czerwca 1924 w Płocku) – polski nauczyciel, dyrektor Seminarium Nauczycielskiego Męskiego w Płocku.

## Zarys biografii
Był synem Jana (dzierżawcy dóbr) i Józefy ze Strupczewskich. W 1881 ukończył gimnazjum w Płocku, następnie podjął studia przyrodnicze na uniwersytecie w Petersburgu u Dymitra Mendelejewa. Przez wiele lat pracował w Płocku jako nauczyciel przyrody i chemii w Gimnazjum Polskim (późniejszym Gimnazjum im. Władysława Jagiełły) i Gimnazjum Polskim Męskim (późniejszym Gimnazjum im. Stanisława Małachowskiego). W czasie I wojny światowej uczył na specjalnych kompletach wakacyjnych, przeznaczonych dla uczniów, którzy wskutek działań wojennych stracili część roku szkolnego. Działał w Zrzeszeniu Nauczycieli Ziemi Płockiej oraz Okręgowej Radzie Szkolnej, w której pełnił funkcję sekretarza. Był członkiem Społecznego Komitetu Organizacyjnego Seminarium Nauczycielskiego Męskiego w Płocku, otwartego jesienią 1916. Został pierwszym dyrektorem seminarium (do sierpnia 1920), ucząc także przyrody, chemii i geografii. Po opuszczeniu stanowiska dyrektora pozostał w seminarium jako nauczyciel przyrody żywej i martwej. Obok prowadzenia zajęć zajmował się również przygotowaniem etycznym przyszłych nauczycieli.
Został pochowany na cmentarzu w Płocku. Dla uczczenia jego pamięci nauczyciele płoccy utworzyli fundusz stypendialny, zapewniający utrzymanie w internacie jednemu uczniowi.